# Edward Rittner
Edward Rittner (ur. 26 grudnia 1845 w Bursztynie, zm. 27 września 1899 w Wiedniu) – polski prawnik, specjalista prawa kanonicznego i małżeńskiego, profesor i rektor Uniwersytetu Lwowskiego, minister dla Galicji. Poseł do Sejmu Krajowego Galicji V, VI, VII kadencji (1882–1901).

## Życiorys
Był synem Ignacego (felczera) i Karoliny z domu Kiesel. Uczęszczał do gimnazjów w Brzeżanach i Lwowie, w latach 1864–1868 studiował prawo na Uniwersytecie Lwowskim. Pracował w służbie rządowej i miejskiej Lwowa, m.in. jako suplent prawa kanonicznego w Wydziale Prawa magistratu miasta Lwowa (1872-1874). W 1870 obronił doktorat praw na Uniwersytecie Lwowskim, w 1873 habilitował się (na podstawie pracy Ist der Kirchenpatron zur Kirchenbaulast verpflichtet); został wówczas docentem w Katedrze Prawa Kanonicznego Uniwersytetu Lwowskiego, rok później profesorem nadzwyczajnym i kierownikiem tej katedry, w 1877 profesorem zwyczajnym. Był dwukrotnie dziekanem Wydziału Prawa (1879/1880, 1885), rektorem (1883/1884), prorektorem (1884/1885), występował na rzecz wprowadzenia języka polskiego jako głównego języka wykładowego. W 1886 przeniósł się do Wiednia, gdzie pełnił funkcję radcy w Ministerstwie Oświaty (1886-1893); następnie był członkiem Trybunału Stanu (1893-1895), ministrem oświaty (1895-1896) i ministrem dla Galicji (1896-1898).
Od 1881 był członkiem czynnym Akademii Umiejętności w Krakowie (późniejszej PAU), w 1892 został również członkiem czynnym Akademii Umiejętności w Pradze. Uniwersytet Franciszkański we Lwowie nadał mu doktorat honoris causa (1894). Edward Rittner posiadał wiele odznaczeń, m.in. Krzyż Kawalerski Orderu Leopolda, Order Żelaznej Korony III klasy, Krzyż Komandorski z Gwiazdą papieskiego Orderu Św. Grzegorza.
Jako specjalista prawa kanonicznego zajmował się m.in. zagadnieniami istoty władzy kościelnej, hierarchizacji urzędów i stanowisk kościelnych, rozdawnictwa urzędów. Badał stosunek prawa Kościoła katolickiego wobec państwa i innych wyznań. Opracował reformę wyborczą, w której zaproponował głosowanie powszechne w Galicji oraz rozporządzenie o obowiązku znajomości języka czeskiego przez urzędników na terenie Czech; akt ten spotkał się z opozycją posłów niemieckich i doprowadził w efekcie do upadku gabinetu Kazimierza Badeniego (1897). W ostatnich latach życia poważnie chorował na serce.
Był posłem do Sejmu Krajowego Galicji V, VI, VII kadencji (1882–1899). W trakcie VII kadencji Sejmu Krajowego (1895-1901) 1 czerwca 1896 Edward Rittner zastąpił zmarłego Feliksa Pohoreckiego, lecz nie dożył do końca kadencji, zmarł 27 września 1899. W jego miejsce 21 listopada 1899 obrano Emila Michałowskiego.
Synem Edwarda Rittnera był Tadeusz, dramaturg.

## Publikacje
- Celibat w Polsce (1874)
- Die Regierungvorlagen zur Regelung der kirchlichen Verhaeltnisse (1874)
- Das Eherecht bei den Civilisten (1875)
- O poczuciu prawa w społeczeństwie (1875)
- Glossen zu den Erkentnissen der Verwaltungsgerichtshofes in Kirchenangelegenheiten (1876)
- Prawo kościelne katolickie (1878-1879, 2 tomy)
- Śluby cywilne w historycznym rozwoju (1879)
- Projekt ustawy o konkurencyi kościelnej dla miasta Lwowa (1880)
- Rozwody i małżeństwa siedmiogrodzkie (1880)